# بيير باشليه
بيير باشليه (بالفرنسية: Pierre Bachelet)‏ هو مغنٍّ وملحن ومغن مؤلف وعازف بيانو فرنسي، ولد في 25 مايو 1944 في باريس في فرنسا، وتوفي في 15 فبراير 2005 في سوريسن في فرنسا بسبب سرطان الرئة.

## وصلات خارجية
- بيير باشليه على موقع IMDb (الإنجليزية)
- بيير باشليه على موقع ميوزك برينز (الإنجليزية)
- بيير باشليه على موقع أول ميوزيك (الإنجليزية)
- بيير باشليه على موقع ديسكوغز (الإنجليزية)
- بيير باشليه على موقع قاعدة بيانات الفيلم (الإنجليزية)